# Gare de Malmö västra
La Gare de Malmö västra (suédois:  Malmö västra station, Gare de Malmo Ouest) est une gare ferroviaire suédoise fermée à Malmö. La gare est située entre les canaux de Malmö.

## Histoire
La gare est construite vers la fin du XIXe siècle par le Chemin de fer Malmö-Ystad . Elle ouvre en 1897. La gare "était la dernière gare sur la "voie de comptage" où personnes et marchandises ont voyagé entre Malmö et Ystad pendant près de quatre-vingts ans." Le dernier train de marchandises quitte la gare en 1973 et depuis lors, le bâtiment est vide . 
En 2012, la ville de Malmö achète l’édifice de Jernhusen pour 28 millions de couronnes, permettant ce dernier d'investir les fonds dans d'autres projets pour aider la situation ferroviaire. Le bâtiment sert (pour un certain temps) de bureaux lors du réaménagement du cartier avoisinant. Elle contient aussi un lieu de torréfaction de café dans un bâtiment annexe . Un restaurant ouvre à la gare en avril 2018 .